# Zespół Strachana
Zespół Strachana (ang. Strachan syndrome) – neuropatia związana z niedoborem witamin z grupy B.

## Objawy
- upośledzenie wzroku
- bolesna neuropatia[1]
- upośledzenie słuchu[2]
- owrzodzenia jamy ustnej
- zmiany skórne[1]

## Historia
Pierwszy opis choroby wśród robotników pracujących na plantacji trzciny cukrowej w Jamajce. Epidemia choroby wystąpiła także na Kubie w 1991 r.